# Cyclocross Maasmechelen

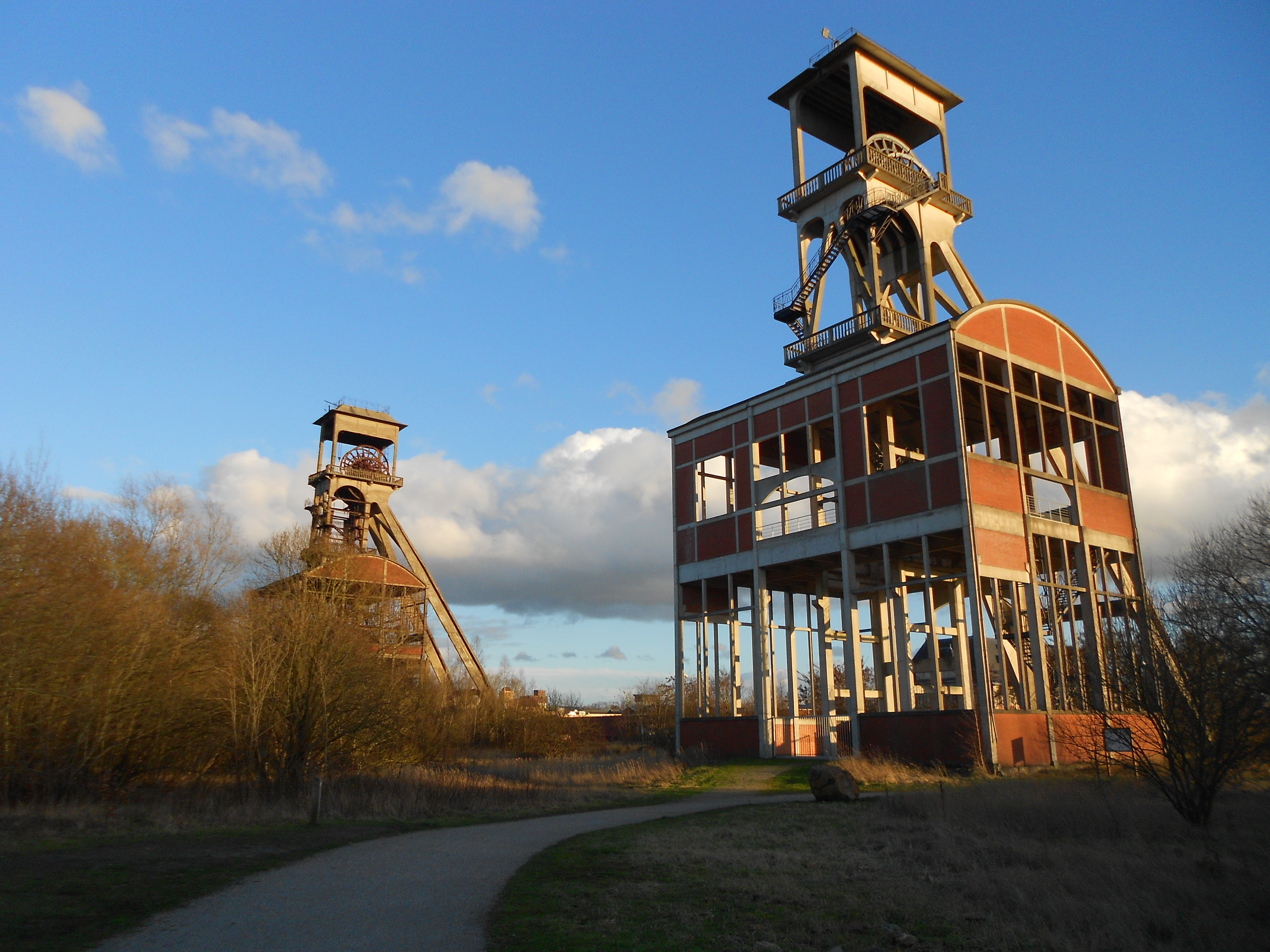
Die Fördertürme der ehemaligen Steinkohlenzeche bilden das Dekor des Rennens.

Der Cyclocross Maasmechelen ist ein belgisches Cyclocrossrennen, das seit 2022 Teil des Weltcups ist.

## Geschichte
Das Rennen wurde durch Flanders Classics eigens für den UCI-Cyclocross-Weltcup 2022/23 kreiert, dafür entfiel der Internationale Cyclocross Rucphen. Die Veranstalter versprachen, aus dem neuen Rennen eine Zero-Waste-Veranstaltung zu machen. Der Schauplatz liegt auf dem Gelände des ehemaligen Steinkohle-Bergwerks im Ortsteil Eisden, dessen Fördergerüste den Parcours überragen. Die erste Ausgabe war von Kritik einiger Fahrer begleitet, die den Untergrund als zu steinig und nicht weltcupwürdig einstuften. Für die zweite Ausgabe reagierten die Veranstalter mit einigen Änderungen im Rennaufbau. Der Termin lag zunächst Ende Oktober, 2024/2025 im Januar.

## Siegerliste

### Männer
- 2022:  Laurens Sweeck
- 2023:  Lars van der Haar
- 2025 (Jan):  Mathieu van der Poel

### Frauen
- 2022:  Fem van Empel
- 2023:  Fem van Empel
- 2025 (Jan):  Kata Blanka Vas